# Elecciones generales de Bangladés de 1973
Las elecciones generales de Bangladés de 1973 tuvieron lugar el 7 de marzo del mencionado año, siendo los primeros comicios celebrados en el país desde su independencia de Pakistán. Fueron anunciadas por el primer ministro Sheikh Mujibur Rahman el 4 de noviembre de 1972, y la Asamblea Constituyente fue disuelta el 15 de diciembre del mismo año. La nueva constitución, promulgada el día del anuncio de los comicios, establecía una democracia parlamentaria unicameral. Los votantes debían elegir a los 300 miembros del parlamento (conocido como Jatiyo Sangsad) en circunscripciones de un solo miembro por simple mayoría de votos para un mandato de cinco años. Otros 15 escaños, designados para las mujeres, serían elegidos por el parlamento electo después de las elecciones.
El partido oficialista, la Liga Awami de Bangladés, liderada por Mujibur Rahman, obtuvo una indiscutida y aplastante victoria con el 73.20% de los votos y 282 de los 289 escaños efectivamente disputados. Ganó también otros 11 escaños donde la oposición no presentó una candidatura, quedando con 293. El principal partido de la oposición, el dividido Partido Nacional Awami (WALI), no consiguió representación parlamentaria a pesar de quedar ambas facciones del mismo en segundo y cuarto lugar. El Partido Socialista Nacional (JASAD) y la Liga Popular de Bangladés obtuvieron un escaño cada una, y los otros cinco fueron ocupados por independientes. Sheikh Mujibur Rahman fue de este modo reelegido para un mandato completo como primer ministro. La participación fue del 57.03% del electorado en las circunscripciones disputadas, y del 54.90% contando los escaños ganados sin oposición.

## Sistema electoral
El legislativo bangladesí cuenta con 315 miembros. 300 de ellos elegidos directamente para un mandato de no más de cinco años en circunscripciones de un solo miembro por mayoría de votos, sistema conocido como escrutinio mayoritario uninominal (o first-past-the-post). Para poder ser nominado candidato, en las elecciones de marzo de 1973 había que ser mayor de veinticinco años y depositar 1000 takas. No pueden ser candidatos aquellos declarados mentalmente insanos, o condenados por algún delito.

## Campaña
Las nominaciones se realizaron el 6 de febrero, dando inicio a la campaña. Los candidatos de los 300 escaños fueron eran 969 miembros de catorce partidos políticos distintos y 120 candidatos independientes, lo cual dio un total de 1.089 candidaturas. La Liga Awami fue el único partido que presentó candidatos en los 300 escaños, y de hecho en 11 no hubo oposición alguna, por lo que obtuvieron automáticamente dichos escaños y la elección no se disputó en esas circunscripciones. El principal partido de la oposición era el Partido Nacional Awami, que en ese momento se encontraba dividido en dos facciones, una prosoviética (Partido Nacional Awami-Muzaffar), liderada por Muzaffar Ahmed, y una pro-china (Partido Nacional Awami-Bhashani), liderada Maulama Bhashani. Otro partido de oposición importante era el Partido Socialista Nacional, liderado por Abu Taher.
La Liga Awami publicó su manifiesto electoral sobre la base de cuatro principios: el nacionalismo, la democracia, el socialismo y el secularismo; y discutieron la situación nacional en todos estos sectores, abogando por el progreso económico interno a través de la elevación rural, cambios en la administración de los distritos, control de inundaciones y reforma del sistema educativo, mientras que prometió seguir una política exterior neutral y no alineada, tratando de tener amistad con todos los países. La economía y la peligrosa escasez de alimentos en un país con una de las poblaciones más densas del mundo fue uno de los principales temas de la campaña, tanto de la Liga Awami como de los partidos de la oposición.

## Resultados
Si bien la campaña estuvo marcada por la violencia y las acusaciones de intimidación a los votantes, el día de la votación fue relativamente tranquilo. La Liga Awami obtuvo casi todos los escaños menos 7. Aunque hubo algunas competencias cerradas en varias circunscripciones, en la mayoría el voto opositor se vio dividido y la victoria de la Liga Awami fue casi total.
|  | 73.20 % |

|  | 8.33 % |

|  | 6.52 % |

|  | 5.32 % |

|  | 0.33 % |

|  | 1.06 % |

|  | 5.25 % |

|  | 97.53 % |

|  | 2.47 % |

|  | 57.03 % |